# Raquel Teixeira
Raquel Figueiredo Alessandri Teixeira conhecida como Raquel Teixeira (Goiânia, 24 de novembro de 1946), é uma professora e política brasileira.
Raquel Teixeira foi secretária de Estado da Educação, Cultura e Esporte da Secretaria de Educação do Estado de Goiás.
No Ensino Médio, Goiás atingiu índice de 4,3, superando a projeção do Instituto Nacional de Estudos e Pesquisas Educacionais (Inep), que era 4,2, as provas foram realizadas em 2017.
Raquel deixou a secretaria em 2018  e concorreu a vice-governadora na chapa com José Eliton, pelo PSDB.
Em 2021, foi escolhida para assumir como secretária da Educação na Gestão Eduardo Leite no governo do Rio Grande do Sul. 